# Landtagswahlen in Rheinland-Pfalz
Wahlen zum Landtag Rheinland-Pfalz fanden bis 1987 alle vier Jahre statt, seit 1991 wird er auf fünf Jahre gewählt. Seit der Wahl 1991 haben die Wähler zwei Stimmen. Das Feld der Partei, die bei der jeweiligen Wahl die meisten Stimmen und Sitze erhalten hat, ist farblich gekennzeichnet.

Landtagswahlen in Rheinland-Pfalz mit Nichtwähleranteil und Ausschöpfungsquote

## Jüngste Wahl
- SPD: 39
- Grüne: 10
- FDP: 6
- FW: 6
- CDU: 31
- AfD: 9

### Stimmenanteile der Parteien in Prozent
| Wahltag           | Wahlbeteiligung | SPD  | CDU  | Grüne | AfD  | FDP        | FW   | Linke      | KPD | Andere über 2 %   | Sonstige |
| ----------------- | --------------- | ---- | ---- | ----- | ---- | ---------- | ---- | ---------- | --- | ----------------- | -------- |
| (1)18.05.1947 (1) | 77,9            | 34,3 | 47,2 |       |      | (2)9,8 (2) |      |            |     | 8,7               | –        |
| 29.04.1951        | 74,8            | 34,0 | 39,2 |       |      | 16,7       |      |            | 4,3 | Z 2,1             | 3,6      |
| 15.05.1955        | 76,0            | 31,7 | 46,8 |       |      | 12,7       |      |            | 3,2 | (3)FWG 2,9 (3)    | 2,7      |
| 19.04.1959        | 77,2            | 34,9 | 48,4 |       |      | 09,7       |      |            |     | DRP 5,1           | 1,9      |
| 31.03.1963        | 75,5            | 40,7 | 44,4 |       |      | 10,1       |      |            |     | DRP 3,2           | 1,6      |
| 23.04.1967        | 78,5            | 36,8 | 46,7 |       |      | 08,3       |      |            |     | NPD 6,9           | 1,2      |
| 21.03.1971        | 79,4            | 40,5 | 50,0 |       |      | 05,9       |      |            |     | NPD 2,7           | 0,9      |
| 09.03.1975        | 80,8            | 38,5 | 53,9 |       |      | 05,6       |      |            |     |                   | 2,0      |
| 18.03.1979        | 81,4            | 42,3 | 50,1 |       |      | 06,4       |      |            |     |                   | 1,2      |
| 06.03.1983        | 90,4            | 39,6 | 51,9 | 04,5  |      | 03,5       |      |            |     |                   | 0,5      |
| 17.05.1987        | 77,0            | 38,8 | 45,1 | 05,9  |      | 07,3       |      |            |     |                   | 2,9      |
| 21.04.1991        | 73,9            | 44,8 | 38,7 | 06,5  |      | 06,9       |      |            |     | REP 2,0           | 1,1      |
| 24.03.1996        | 70,8            | 39,8 | 38,7 | 06,9  |      | 08,9       |      |            |     | REP 3,5           | 2,2      |
| 25.03.2001        | 62,1            | 44,7 | 35,3 | 05,2  |      | 07,8       |      |            |     | ;FWG 2,5; REP 2,4 | 2,0      |
| 26.03.2006        | 58,2            | 45,6 | 32,8 | 04,6  |      | 08,0       |      | (4)2,6 (4) |     |                   | 6,4      |
| 27.03.2011        | 61,8            | 35,7 | 35,2 | 15,4  |      | 04,2       | 02,3 | 3,0        |     |                   | 4,2      |
| 13.03.2016        | 70,4            | 36,2 | 31,8 | 05,3  | 12,6 | 06,2       | 02,3 | 2,8        |     |                   | 2,8      |
| 14.03.2021        | 64,4            | 35,7 | 27,7 | 09,3  | 08,3 | 05,6       | 05,5 | 2,5        |     |                   | 5,7      |

### Sitzverteilung
| Jahr        | Gesamt | SPD | CDU | Grüne | AfD | FDP       | Sonstige      |
| ----------- | ------ | --- | --- | ----- | --- | --------- | ------------- |
| (1)1947 (1) | 101    | 34  | 48  |       |     | (2)11 (2) | KPD: 8        |
| 1951        | 100    | 38  | 43  |       |     | 19        |               |
| 1955        | 100    | 36  | 51  |       |     | 13        |               |
| 1959        | 100    | 37  | 52  |       |     | 10        | (3)DRP: 1 (3) |
| 1963        | 100    | 43  | 46  |       |     | 11        |               |
| 1967        | 100    | 39  | 49  |       |     | 08        | NPD: 4        |
| 1971        | 100    | 42  | 52  |       |     | 06        |               |
| 1975        | 100    | 40  | 55  |       |     | 05        |               |
| 1979        | 100    | 43  | 51  |       |     | 06        |               |
| 1983        | 100    | 43  | 57  |       |     |           |               |
| 1987        | 100    | 40  | 48  | 05    |     | 07        |               |
| 1991        | 101    | 47  | 40  | 07    |     | 07        |               |
| 1996        | 101    | 43  | 41  | 07    |     | 10        |               |
| 2001        | 101    | 49  | 38  | 06    |     | 08        |               |
| 2006        | 101    | 53  | 38  |       |     | 10        |               |
| 2011        | 101    | 42  | 41  | 18    |     |           |               |
| 2016        | 101    | 39  | 35  | 06    | 14  | 07        |               |
| 2021        | 101    | 39  | 31  | 10    | 09  | 06        | FW: 6         |

## Wahlsystem

### 1947
Die Landesverordnung über die Wahl zum ersten Landtag von Rheinland-Pfalz sah Verhältniswahl nach dem Hare/Niemeyer-Verfahren in fünf Wahlkreisen vor, die deckungsgleich mit den damaligen Regierungsbezirken waren. Es gab keine Sperrklausel.

### 1950 bis 1972: Wahlschlüsselverfahren
Das 1950 verabschiedete Wahlgesetz führte eine 5-%-Hürde ein. Die Zahl der Wahlkreise wurde auf sieben erhöht, durch Teilung der Regierungsbezirke Koblenz und Pfalz in jeweils zwei Wahlkreise. In den Wahlkreisen waren zwischen 8 und 19 Abgeordnete zu wählen. 1970 wurde die Zahl der Wahlkreise auf sechs reduziert; sie hatten jetzt 13 bis 22 Sitze. Die Sitzverteilung erfolgte nach „Wahlschlüsselverfahren“: Die Zahl der gültigen Stimmen im Wahlkreis wurde durch die Zahl der im Wahlkreis zu vergebenden Sitze geteilt. Dieser Quotient wurde im Gesetz als „Wahlschlüssel“ bezeichnet (er entspricht der Hare-Quote). Die Liste jeder Partei oder Wählervereinigung, die landesweit 5 % erhalten hatte, bekam zunächst so viele Sitze im Wahlkreis, wie der Wahlschlüssel voll in ihrer Stimmenzahl enthalten war. Die noch nicht vergebenen Sitze (Restsitze) erhielten die Listen mit den meisten Reststimmen. Listen, deren Stimmenzahl den Wahlschlüssel nicht erreichte, bekamen keinen Sitz, auch keinen Restsitz. Konnten nicht alle Sitze nach dem beschriebenen Verfahren verteilt werden, wurde ein neuer Wahlschlüssel berechnet und die Sitze erneut verteilt; hierbei wurden nur die Listen berücksichtigt, die den ersten Wahlschlüssel erreicht hatten. Es gab also auf Wahlkreisebene mit dem Wahlschlüssel eine zusätzliche Sperrklausel neben der landesweiten 5-%-Hürde. So waren z. B. bis 1970 im kleinsten Wahlkreis mit acht Sitzen 12,5 % für einen Sitz erforderlich, im größten Wahlkreis mit 19 Sitzen ca. 5,26 %. Diese zusätzliche Sperrklausel führte drei Mal zu einem weit unterproportionalen Anteil einer kleineren Partei, die in mehreren Wahlkreisen unterhalb des Wahlschlüssels blieb: 1959 bekam die DRP mit 5,1 % der Stimmen nur einen der 100 Sitze. Die NPD erhielt 1967 mit einem Stimmenanteil von 6,9 % nur vier Sitze und die FDP 1971 mit 5,9 % der Stimmen nur drei. Drei FDP-Bewerber klagten daraufhin nach erfolgloser Wahlprüfungsbeschwerde beim Bundesverfassungsgericht und hatten dort Erfolg. Das Bundesverfassungsgericht erklärte 1972 die Bestimmung für verfassungswidrig, die Listen von der Sitzverteilung ausschloss, die den Wahlschlüssel nicht erreichten.

### 1972 bis 1989
Bereits vor dem Urteil des Bundesverfassungsgerichts wurde das Wahlgesetz 1972 geändert. Von nun an gab es vier fast gleich große Wahlkreise (24 bis 26 Sitze, ab 1978: 24 bis 27 Sitze), in denen die Sitze jeweils nach dem D’Hondt-Verfahren unter den Parteien und Wählervereinigungen, die mindestens 5 % der gültigen Stimmen landesweit erreicht hatten, proportional verteilt wurden.

### Seit 1989
1989 wurde das heutige Wahlsystem eingeführt. Es ähnelt stark dem Bundestagswahlrecht. Die Wähler haben zwei Stimmen. Das Land ist in 51 Wahlkreise eingeteilt, in denen jeweils ein Abgeordneter mit der Wahlkreisstimme (die der Erststimme bei der Bundestagswahl entspricht) mit relativer Mehrheit gewählt wird. Mit der Landesstimme (entspricht der Zweitstimme bei der Bundestagswahl) wählen die Wähler die Liste einer Partei oder Wählervereinigung; die Listen sind weiterhin starr. Die Parteien und Wählervereinigungen können entweder eine Liste für das ganze Land aufstellen oder Listen für vier Bezirke, die den bis 1989 bestehenden Wahlkreisen entsprechen. Die 101 Sitze werden nach den Landesstimmen mit dem Hare/Niemeyer-Verfahren auf Landesebene proportional verteilt unter den Parteien und Wählervereinigungen, die mindestens 5 % der gültigen Landesstimmen erreichen. Wurden Bezirkslisten aufgestellt, werden die auf Landesebene zugeteilten Sitze proportional mit dem Hare/Niemeyer-Verfahren auf die Bezirkslisten verteilt. Ab der Landtagswahl 2011 wird statt des Hare/Niemeyer-Verfahrens das Sainte-Laguë-Verfahren angewendet. Von den auf die Landesliste oder Bezirksliste entfallenen Sitzen wird die Zahl der von dieser Partei oder Wählervereinigung errungenen Direktmandate im Land bzw. im Bezirk abgezogen. Die verbleibenden Sitze werden in der Listenreihenfolge vergeben, wobei Bewerber unberücksichtigt bleiben, die bereits im Wahlkreis gewählt sind. Für Überhangmandate gibt es Ausgleichsmandate. Bisher traten noch keine Überhangmandate auf.
Zur Entwicklung der Wahlkreiseinteilung seit 1947 siehe Artikel Liste der Landtagswahlkreise in Rheinland-Pfalz